# Íllora
Íllora ist eine Gemeinde in der Provinz Granada in Spanien mit 9.918 Einwohnern (Stand: 2024). Zur Stadt gehören  die Ortsteile Alomartes, Brácana, Escóznar, Obéilar und Tocón.

## Lage
Die Gemeinde liegt 30 Kilometer von Granada entfernt in einem Tal der Sierra de Parapanda. Die Stadt grenzt an die Gemeinden Moclín, Pinos Puente, Moraleda de Zafayona, Villanueva Mesia und Montefrio sowie an die Stadt Alcalá la Real in der Provinz Jaen. Zur Nationalstraße N 432 im Nordosten sind es ebenso wie zur Bahnlinie Granada – Antequera im Süden etwa 5 km.

## Museen
- Das Gebäude des Museums Posito del Trigo wurde 1738  in neoklassischem Stil errichtet. Es war ursprünglich eine Lagerstätte für Getreide. Später wurde es zum Rathaus, 1812 vorübergehend zur Kaserne, dann Bibliothek  und beherbergt nun als Stadtmuseum eines Sammlung von Keramik und Werkzeugen aus der alten arabischen Burg.
- Das Museo de Alomartes liegt am Rande der Stadt und zeigt Ethnographisches aus der Region, insbesondere die Geschichte der Mühlen dieser Gegend, sowie Volksmusik und traditionelle Lebensweise der Bewohner.

## Sehenswertes
- Im Zentrum der Stadt liegen auf der Spitze einer Klippe die Ruinen einer alten arabischen Burg. Einige Reste der Mauer sind noch sichtbar.
- Die Kirche  Nuestra Señora de la Encarnación (Unserer Lieben Frau von der Menschwerdung) wurde von Diego de Siloé im sechzehnten Jahrhundert erbaut.